# Port Kaituma Airport
Port Kaituma Airport är en flygplats i Guyana.   Den ligger i regionen Barima-Waini, i den norra delen av landet, 220 km nordväst om huvudstaden Georgetown. Port Kaituma Airport ligger 16 meter över havet.
Terrängen runt Port Kaituma Airport är platt.  Trakten runt Port Kaituma Airport är nära nog obefolkad, med mindre än två invånare per kvadratkilometer. Närmaste större samhälle är Port Kaituma, 0,90 km öster om Port Kaituma Airport. I omgivningarna runt Port Kaituma Airport växer i huvudsak städsegrön lövskog.